# Vinalón

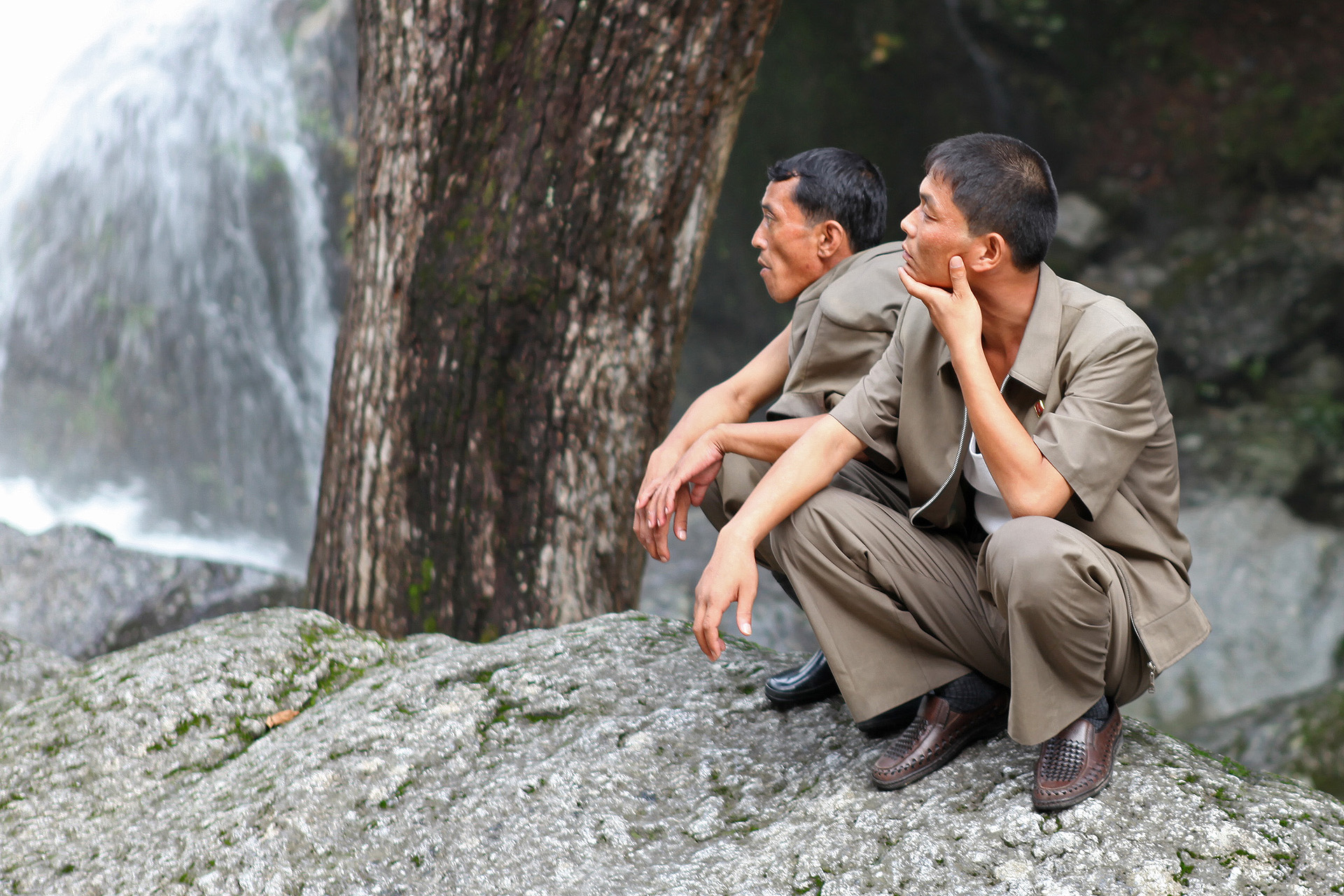
Hombres norcoreanos vistiendo uniformes hechos de éste material.

El vinalón es una fibra sintética, producida a partir de alcohol de polivinilo usando antracita y caliza como materias primas. El vinalón fue desarrollado por el científico coreano Ri Sung Gi en el Instituto de Investigación química Takatsuki en 1939. La fibra fue ignorada durante muchos años, hasta que Ri Sung Gi desertó a Corea del Norte en 1950. Las primeras pruebas de producción industrial comenzaron en 1954 y en 1961 se construyó el complejo productor de la fibra llamado "8 de febrero" en Hamhung. 
Es muy usado en Corea del Norte, ya que las materias primas con las que se fabrica el vinalón (la antracita  y la caliza) son muy comunes en este país. Además, el gobierno norcoreano lo utiliza como propaganda de los éxitos de la filosofía Juche. Hamhung sigue siendo el mayor centro productor de esta fibra. 
En 1998 se abrió otra fábrica de vinalón al sur de Pyongyang. Esta fábrica también produce otros compuestos químicos, de los que se supone que algunos son usados para la fabricación e investigación sobre armas químicas [cita requerida]  por el Doctor Lee Seung-ki.
El vinalón, conocido como la «fibra Juche», se ha convertida en la fibra nacional del país, y se usa para diversos textiles, en lugar del nailon o el algodón, que se producen en menor cantidad en Corea del Norte. Aparte de para fabricar ropa, el vinalón se usa para zapatos, cuerdas y otros.
El vinalón es resistente al calor, a los ataques de otros productos químicos, es estable, pero es un tejido rígido, difícil de teñir y con un elevado coste de fabricación, lo cual ha hecho que no se produzca en otros países, solo en Corea del Norte.